# Kronopark
Kronopark är en äldre beteckning för ett skogsområde som den svenska staten har både ägande- och nyttjanderätt till. Länge förvaltades kronoparkerna av Domänstyrelsen, sedermera Domänverket. Efter Domänverkets bolagisering 1994 övergick statens mark nedanför odlingsgränsen till AssiDomän AB, därefter Sveaskog. Marken ovanför odlingsgränsen är kvar i statens ägo och förvaltas av Statens Fastighetsverk.

## Historia
Kronoparkernas totala areal uppgick vid privatiseringen 1994 till ca 4,5 miljoner hektar, varav närmare 90 % i Norrland och norra Dalarna. Där började kronoparker avsättas på 1870-talet som en följd av avvittringen, den process varigenom byar och nybyggen tilldelades mark från kronan. Kronoparkerna inrättades på den mark som inte avvittrats till enskilda ägare. Samtidigt blev det olagligt att etablera nybyggen på kronans mark, varför en del av kronoparkerna under 1900-talet uppläts till enskilda arrendatorer i form av olika sorters kronolägenheter. 

Nuvarande kronoparker i övriga Svealand samt i Götaland har framför allt uppkommit genom att staten förvärvat mark.
Kronoparkernas sammanlagda ytvidd var 425 794,94 hektar år 1870, medan de vid slutet av 1908 uppgick till 4 571 791,75 hektar, varav över 3 miljoner hektar inom Norrbottens och Västerbottens län. År 1905 fanns det 1 082 kronoparker i Sverige.
Under de senaste 15 åren har arealen statligt ägd mark minskat med omkring 5 %, eftersom Sveaskog enligt riksdagsbeslut säljer av delar av sitt skogsinnehav för att stärka det privata skogsbruket.